# Augst
Augst est une commune du district de Liestal, dans le canton de Bâle-Campagne en Suisse.

## Géographie

Vue aérienne de 500 m par Walter Mittelholzer (1925).

La commune est située au confluent du Rhin et de l'Ergolz. 
Elle est limitrophe du canton d'Argovie (commune de Kaiseraugst), la limite suivant l'Ergolz, puis son affluent, le Violenbach.

## Histoire
Augusta Raurica a été fondée par Lucius Munatius Plancus, légat romain après la conquête de la Gaule, qui est également le fondateur de la ville de Lugdunum (Lyon).
Augst s'est développé autour d'un pont à péage. En 1442, la commune est divisée entre Kaiseraugst, qui dépend de la seigneurie autrichienne de Rheinfelden avant de rejoindre le canton d'Argovie et Baselaugst ou plus simplement Augst qui dépend de la seigneurie de Farnsburg achetée par la ville de Bâle en 1461.
Principalement axée sur l'agriculture, l'économie de la région profite du développement du trafic des marchandises et des personnes au XIXe siècle et de la création, en 1912, de la centrale électrique d'Augst-Wyhlen sur le Rhin.

## Monuments et curiosités
À mi-chemin entre Augst et Kaiseraugst se trouve le site romain d'Augusta Raurica qui présente entre autres un théâtre antique, un amphithéâtre, un temple, un forum et des bains thermaux.

## Sources
- (de) Cet article est partiellement ou en totalité issu de l’article de Wikipédia en allemand intitulé « Augst » (voir la liste des auteurs).
- Antonia Schmidlin, « Augst » dans le Dictionnaire historique de la Suisse en ligne, version du 1er septembre 2009.